# Loricaria simillima
Loricaria simillima — вид сомоподібних риб з роду лорікарія родини лорікарієві.

## Опис
Загальна довжина сягає 26,4 см. Голова трикутної форми. Очі невеличкі. Рот являє собою присоску, навколо якої є бахрома. Вуса розкішні, гіллясті. Тулуб довгий, трохи сплощений зверху. Спинний плавець високий і доволі довгий. Жировий плавець відсутній. Грудній плавці широкі, з короткою основою. У самців перший промінь грудного плавця добре розвинений. Анальний плавець невеличкий. Хвостовий плавець, верхня лопать має ниткоподібне продовження.
Забарвлення світло-коричневе з поперечними чорними широкими смугами неправильної форми, між якими є темні цятки. Усі плавці, за винятком анального, часто чорного кольору або з темними плямами. Існує світла й темна форми.

## Спосіб життя
Зустрічається в великих руслах на піщаних темних ґрунтах. Віддає перевагу помірній течії, воді, насиченій киснем. Тримається невеликими групами (5—10 особин). Малорухлива риба. Активна в присмерку. Живиться донними безхребетними, детритом та падлом.
Самці виношують ікру, прикріплену до нижньої губи. Залежно від продуктивності, ікра може розташовуватися в один або два ряди. Самці виношують ікру до 10 діб.

## Розповсюдження
Мешкає в басейні річки Ориноко на кордоні Венесуели і Колумбії і річці Ла-Плата.